# Gaung Telang
Gaung Telang is een bestuurslaag in het regentschap Muara Enim van de provincie Zuid-Sumatra, Indonesië. Gaung Telang telt 1287 inwoners (volkstelling 2010).